# Jan Pieter Heije
Jan Pieter Heije (Amsterdam, 1 maart 1809 – aldaar, 24 februari 1876) was een Nederlandse arts, die vooral bekend is geworden om zijn inzet voor dichtkunst en muziek. Liederen van zijn hand, zoals 'Daar zaten zeven kikkertjes' en het sinterklaaslied 'Zie de maan schijnt door de bomen', leven tot op de dag van vandaag voort.

## Leven
Jan Pieter Heije studeerde geneeskunde in zijn geboorteplaats Amsterdam. In 1832 promoveerde hij en vestigde zich als arts in Amsterdam. Hij trouwde op 14 november 1850 met Maria Margaretha van Voorst.
Heije had zitting in vele landelijke besturen en kon zich in die sleutelposities inzetten voor de culturele verheffing van Nederland. Van 1842 tot zijn dood in 1876 was hij lid van het hoofdbestuur van de Maatschappij tot Bevordering der Toonkunst. Het was vooral zijn verdienste dat de Collectio operum musicorum Batavorum saeculorum (een grote verzameling oude vocale muziek) in 1844-1859 door de Maatschappij werd gepubliceerd. Hij was ook hoofdbestuurslid van zowel de Maatschappij tot Bevordering der Geneeskunst als de Maatschappij tot Nut van 't Algemeen. In 1864 richtte hij de Koraalvereniging op, die al na een paar maanden veranderd werd in een algemene koorvereniging. In 1868 richtte hij de Vereniging voor Nederlandsche Muziekgeschiedenis op.

## Heije als tekstdichter

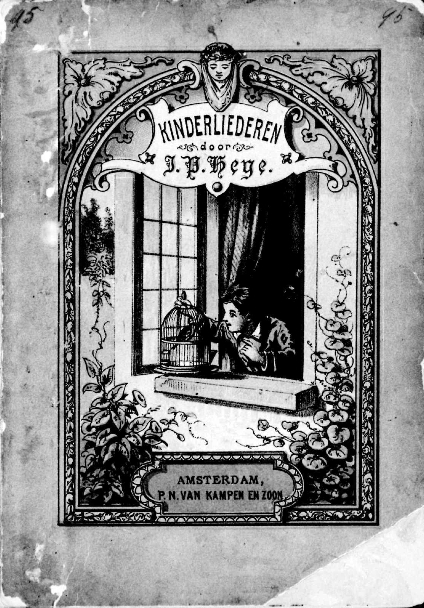
Jan Pieter Heije, Kinderliederen (druk van 1847; 1e druk 1843). Geïllustreerd voorblad.

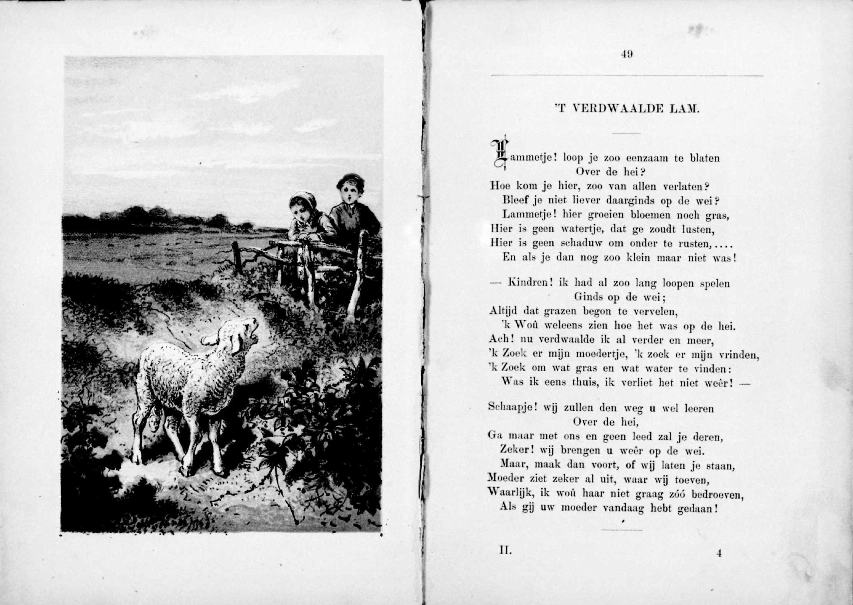
'Het verdwaalde lam' in het liedboek Kinderliederen van J.P. Heije.

Heije schreef zelf ook vele liederen. Hij gaf onder meer 150 kinderliedjes uit en ruim 350 liedjes in de trant van volksliedjes (met nieuwe idealistische en vaderlandslievende thematieken).
Hij trachtte daarbij een brede laag van het volk te bereiken. Een aantal van zijn kinderliedjes is ook nu nog bekend. Voorbeelden hiervan zijn 'Er zaten zeven kikkertjes / Al in een boerensloot'; 'In 't groene dal, in 't stille dal'; 'Klein vogelijn op groenen tak'; 'Zie de maan schijnt door de bomen'; 'Een karretje op den zandweg reed'; en 'De Zilvervloot' (over Piet Hein). De liedjes zijn mede door de aansprekende muziek van de arts-musicus J.J. Viotta tot op de dag van vandaag bekend gebleven. Ook de vooraanstaande componist Johannes Verhulst heeft - met meer artistieke ambitie dan Viotta - veel gedichten van Heije getoonzet, waarbij zijn technisch veeleisende melodieën in spanning komen te staan met de eenvoudige teksten van Heije. Bij de toonzettingen van Viotta vormt de eenvoudige melodie meer een eenheid met de tekst.
Ook schreef hij veel teksten voor geestelijke liederen. Vooral heeft hij veel koralen op zijn naam staan. Koralen beschouwde hij als liederen van maximaal vier coupletten waarin één enkele hoofdgedachte of gemoedstoestand voorkomt. In het Liedboek voor de Kerken staat nu nog maar één lied van zijn hand: Gezang 464 "Alle volken, looft de Here". Hij trachtte met zijn liederen een brug te slaan tussen protestantse, rooms-katholieke en joodse kerkmuziek.

## Locaties die herinneren aan Heije
Zijn graf bevindt zich in het dorpje Abbenes, waar hij regelmatig bij vrienden verbleef. Het grafmonument werd gemaakt door Willem Molkenboer. In het dorp staat een boerderij met de naam Heye's Vlaggenlied. Abbenes en Amsterdam (stadsdeel Oud West) kennen een Jan Pieter Heijestraat, maar ook in vele andere Nederlandse plaatsen zijn straten naar J.P. Heije vernoemd. Ook is er een school in Noord-Holland genaamd: dr. JP Heijeschool.

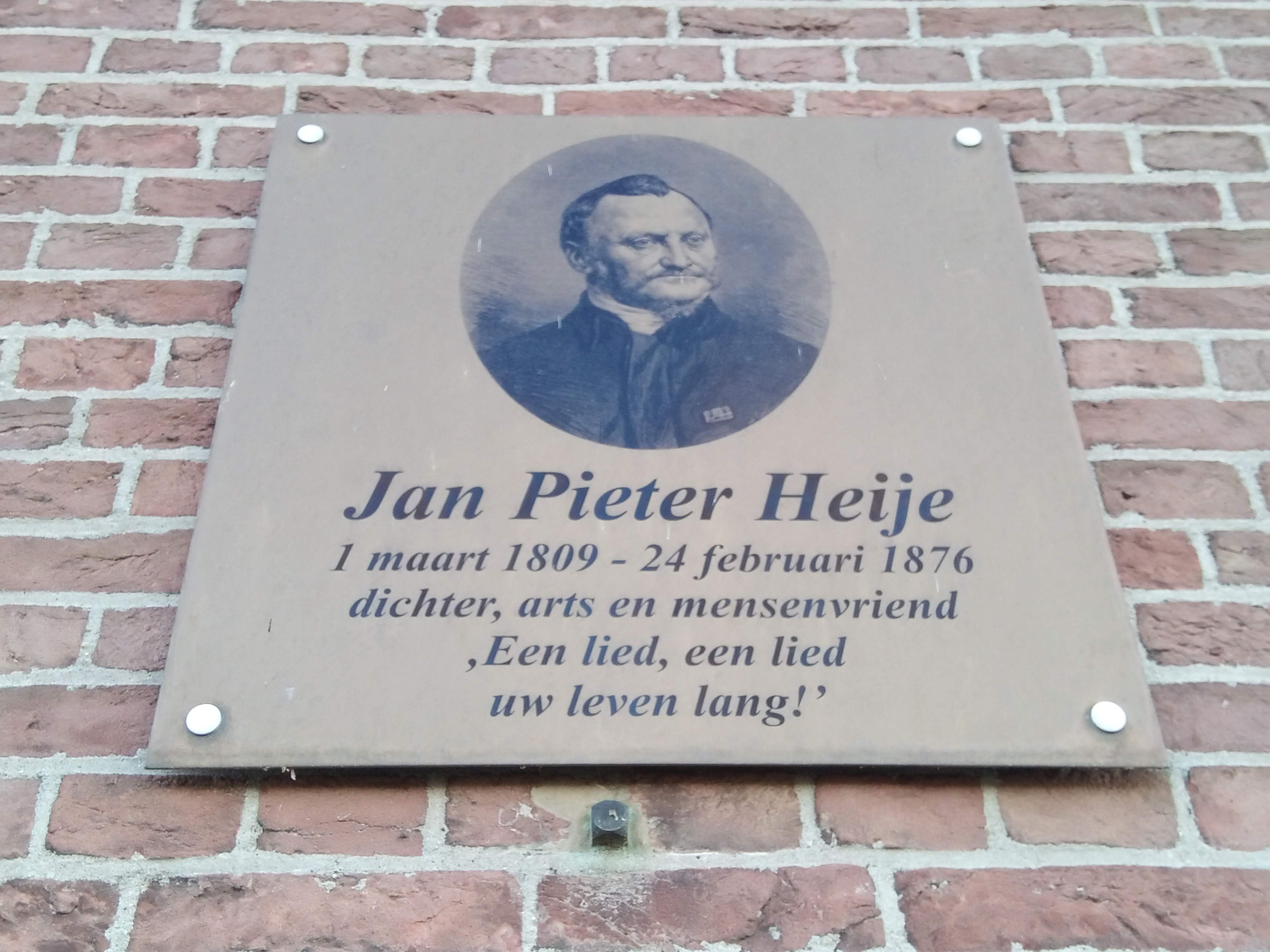
Bord ter herinnering aan Jan Pieter Heije, op de kerk van Abbenes

## Spreuk
Of uren
duren
Eeuwigheden,
Dat ligt~'em aan..... 't besteden.

## Werken
- De morbis qui mentales dicuntur (medisch proefschrift, 1832)
- Volks-zangboek voor meerstemmig gezang: Woorden van J.P. Heije; zangwijzen van Nederlandsche toondichters (1847)
- Kinderen. Een dichterlijke krans (1853)
- Al de kinderliederen (1861)
- Al de volksdichten (1865)
- Asschepoester, een sprookje uit de oude doos. (Van Heteren, Amsterdam 1865, op rijm gebragt en met duitsche vertaling Aschenbrödel door Henriette Heinze-Berg).
- De gelaarsde kat, een sprookje uit de oude doos. (Funke, Amsterdam 1870, op rijm gebragt en met duitsche vertaling Der gestiefelte Kater door Henriette Heinze-Berg).
- Uw Koninkrijk kome (1873)
- Innigst leven eens dichters (autobiografie, 1874)

### Doorwerking in de twintigste eeuw
Een groot aantal liedteksten van zijn hand werd opgenomen in de liedbundel Kun je nog zingen, zing dan mee (1e druk in 1906). Door de populariteit en lange drukgeschiedenis van dit liedboek (41e druk in 1986) bleven dit decennialang in ruime kring bekende liedjes. Het gaat om onder meer de volgende liederen:
- De kabels los, de zeilen op (muziek: J.J. Viotta)
- Een karretje op een zandweg reed (muziek: J.J. Viotta)
- Een lied, een lied, uw leven lang! (muziek: J.J. Viotta)
- Een man, een Man - een woord, een Woord! (muziek: Richard Hol)
- Een scheepje in de haven landt (muziek: J.J. Viotta)
- Ferme jongens, stoere knapen (muziek: J.J. Viotta)
- Gij leeuw'rik en gij nachtegaal (muziek: W.F.G. Nicolaï)
- Goê morgen! Goê morgen! Goê morgen! Goê morgen! De dag ontsluit zijn gouden poort (muziek: J. Worp)
- Heb je van de Zilveren vloot wel gehoord (muziek: J.J. Viotta)
- Honger is de beste saus (muziek: Joh. J.H. Verhulst)
- Ik zing er al van een Ruiter koen, maar niet van een ruiter te paard (muziek: J.J. Viotta)
- In het groene loover zit een vogelijn (muziek: Fr. Coenen)
- In 't groene dal, in 't stille dal, waar kleine bloempjes groeien (muziek: Jos. Beltjens)
- Klein vogelijn op groenen tak wat zingt g' een lustig lied (muziek: W. Smits)
- Komt, knapen en meisjes, verheft nu in koor (muziek: W. Smits)
- Met duizend sterrenoogen trekt ons de hemel aan (muziek: Jos. Beltjens)
- O schitt'rende kleuren van Nederlands vlag, wat wappert gij fier langs den vloed (muziek: W. Smits)
- Recht-op van lijf, recht-op van ziel (muziek: J.J. Viotta)
- Van mannen in oorlog, van mannen in vreê (muziek: J.J. Viotta)
- Viooltje zacht van kleuren! Gij siert mijn kleinen hof (muziek: H.J. Stomp)
- Wakk're jongens, Hollands trots! (muziek: W.H. de Groot Wz.)
- Wie rusten wil in 't groene woud (muziek: J. Worp)
- Zie, de maan schijnt door de boomen (muziek: J.J. Viotta)
- Zonneschijntje, morgenlicht! Als gij tintelt op de ramen (muziek: J.J. Viotta)